# مناخ السودان
يتمتع السودان بمناخ صحراوي في شمال السودان بينما تجد مناخ السافانا الغنية والسافانا الفقيرة في غرب السودان ووسطه وتتميز الفترة من شهر مارس الي شهر يوليو بدرجة حرارة مرتفعة تتراوح بين 42 الي 27 و تبدأ درجات الحرارة في الإنخفاض عند بدء موسم الأمطار في يوليو وتستمر حتى أكتوبر و يكون الطقس معتدلا خلال الفترة من نوفمبر إلي فبراير حيث تتراوح درجة الحرارة بين 28 درجة مئوية نهاراً و 16 درجة مئوية ليلا.

## مناخ مناطق مختلفة في السودان

### ساحل البحر الأحمر في السودان
على ساحل البحر الأحمر فصل الشتاء دافئ مع ارتفاعات تصل إلى حوالي 27/28 درجة مئوية (81/82 درجة فهرنهايت) في حين أن الصيف خانق مع مزيج من الحرارة والرطوبة التي يصعب تحملها، فهطول الأمطار فقير يحدث في الغالب بين أكتوبر ويناير، في الواقع في الخريف والشتاء تودع التيارات الشمالية الشرقية السائدة القليل من الرطوبة مثل هطول الأمطار على الساحل بعد المرور فوق البحر.
في بورتسودان يسقط المطر 110 ملم (4.3 بوصة) فقط سنويًا بحد أقصى 50 ملم (2 بوصة) في نوفمبر، بينما في سواكن جنوبًا يصل هطول الأمطار إلى 120 ملم (4.7 بوصة) سنويًا، لذلك ما زلنا في المستويات الصحراوية على الرغم من أنه على طول الساحل، يمكن أن تحدث أمطار غزيرة أو عاصفة رعدية في بعض الأحيان، والتي يمكن أن تفرغ هطول الأمطار لشهر كامل في غضون ساعات قليلة، وهنا هو متوسط هطول الأمطار في بورتسودان.
لذلك يمكن اعتبار الساحل عالمًا منفصلاً بسبب الرطوبة العالية ونمط هطول الأمطار، وعلى العكس من ذلك فإن المناطق الداخلية من السودان صحراوية في الشمال وممطرة بشكل تدريجي كلما تحركت نحو الجنوب، حيث تهطل الأمطار في فصل الصيف.

### شمال السودان
في الشمال تحتل جزء من الصحراء الصحراوية التي يقع الجزء الشرقي من النيل يُسمَّى الصحراء النوبية، بينما يُسمَّى الجزء الغربي الصحراء الليبية المناخ صحراوي، وعلى وجه الخصوص المنطقة الشمالية بالقرب من الحدود مع مصر هي واحدة من أكثر المناطق جفافاً في العالم. الصحراء النوبية مقفرة خصوصًا وخالية من الواحات وبالتالي من المستوطنات، بالطبع بصرف النظر عن ضفاف النيل، حيث توجد بقايا الحضارات المصرية والنوبة القديمة، وكذلك المستوطنات الحديثة، وفي الشتاء تكون درجات الحرارة دافئة بشكل لطيف أثناء النهار وباردة ليلاً وحتى باردة أحيانًا خاصة في أقصى الشمال، حيث يمكن أن تنخفض أحيانًا إلى درجة التجمد (0 درجة مئوية أو 32 درجة فهرنهايت).
ما تبقى من العام حار بالتأكيد، حيث تبلغ درجات الحرارة المرتفعة حوالي 40 درجة مئوية تقريباً (104 درجة فهرنهايت) من شهر مايو إلى شهر سبتمبر، ولكن مع سجلات 50/52 درجة مئوية (122/126 درجة فهرنهايت)، ويمكن للرياح أن تثير العواصف الرملية في أي وقت من السنة. وادي حلفا يقع في أقصى الشمال على ضفاف بحيرة ناصر، ففي الشمال تشرق الشمس على مدار السنة، وبالفعل على خط عرض صحراء البيوضة الموصوفة بمجرى نهر النيل خلال الصيف هناك زيادة طفيفة في الرطوبة، وانخفاض في درجة الحرارة وقليل من الأمطار الغزيرة النادرة في شهري يوليو وأغسطس، بسبب الفروع الأخيرة من الرياح الموسمية الصيفية.

### وسط السودان
على بعد بضع مئات من الكيلومترات (أو الأميال) إلى الجنوب وفي وسط البلاد نجد الخرطوم العاصمة التي تقع على ارتفاع 400 متر (1300 قدم) فوق مستوى سطح البحر، حيث النيل الأبيض والأزرق يلتقي نهر النيل، ومع متوسط درجة حرارة سنوي يبلغ 30 درجة مئوية (86 درجة فهرنهايت) تعد الخرطوم واحدة من أكثر العواصم سخونة في العالم. حتى فصل الشتاء حار، حيث تبلغ درجات الحرارة المرتفعة حوالي 31 درجة مئوية (88 درجة فهرنهايت) في يناير، ولكن يمكن أن يكون الجو باردًا في بعض الأحيان في الليل، في الواقع سجل البرودة هو 1 درجة مئوية (34 درجة فهرنهايت)، وفي الربيع ترتفع درجات الحرارة بسرعة وتصل إلى 40 درجة مئوية (104 درجة فهرنهايت) بالفعل في أبريل، وفي أبريل ومايو وصلت درجة الحرارة أحيانًا إلى 47 درجة مئوية (117 درجة فهرنهايت). في شهري يوليو وأغسطس وتحت تأثير الرياح الموسمية التي تجلب القليل من المطر تنخفض درجة الحرارة قليلاً، لكنها تظل مرتفعة للغاية بحوالي 38/39 درجة مئوية (100/102 درجة فهرنهايت)، ثم بين أكتوبر وفي نوفمبر في نهاية الرياح الموسمية يرتفع قليلاً مرة أخرى إلى 39/40 درجة مئوية (102/104 درجة فهرنهايت)، وهطول الأمطار السنوي في العاصمة منخفض جدًا ويبلغ 150 ملم (6 بوصات) بحد أقصى 70 ملم (2.8 بوصة) في أغسطس، وهذا هو متوسط هطول الأمطار. تشرق الشمس في الخرطوم على مدار السنة، لكن في الصيف تقل ساعات سطوع الشمس قليلاً، ففي مايو أو يونيو عندما تغزو مقدمة الهواء الرطب من الجنوب الجزء الأوسط من السودان، ويمكن أن تؤدي إلى ظهور ظاهرة تُسمَّى ( الهبوب Haboob) وهي عاصفة رملية تتقدم كالجدار ثم تقلل الرؤية إلى الصفر.

### غرب دارفور
يقع جبل مرة جنوب غرب السودان في ولاية غرب دارفور، ويمتد مئات الاميال من كاس جنوباً إلى ضواحي الفاشر شمالاً ويغطي مساحة 12,800 كلم، ويعد ثاني أعلي قمة في السودان حيث يبلغ ارتفاعه 10,000 قدم فوق مستوى سطح البحر، ويتكون من سلسلة من المرتفعات بطول 240 كلم وعرض 80 كلم، تتخللها الشلالات والبحيرات البركانية.
هو سلسلة جبلية بها حفر بركانية تحتلها البحيرات مثل دريبا كالديرا يبلغ ارتفاعها حوالي 3000 متر (9800 قدم)، وهنا المناخ معتدل بسبب الارتفاع، وبما أن الأمطار غزيرة أي على مستوى المناطق الجنوبية، فإن المناظر الطبيعية أكثر خضرة من المناطق المحيطة.
يتمتع جبل مرة بطقس معتدل يغلب عليه طابع مناخ البحر الأبيض المتوسط، حيث تهطل الأمطار في كل فصول السنة تقريباً مما يتيح الفرصة لنمو الكثير من الأشجار مثل الموالح والتفاح والأشجار الغابية المتشابكة كما أن هذه الأمطار الغزيرة توفر إمداد مائي مستمر للأراضي الزراعية مما يجعل تربتها صالحة لزراعة الذرة والدخن والخ. يوجد بالجبل العديد من أنواع النباتات التي ينفرد بها دولياً بالإضافة الي مجموعات كبيرة من الحيوانات النادرة والأليفة يتميز جبل مرة بأنه مأهول بالسكان، وبالقرى الطبيعية الجميلة التي تنتشر حتى قمة الجبل ويعتبر منطقة جذب سياحي للكثير من الزائرين للتمتع بالمناظر الطبيعية والمناخ المعتدل والبيئة النقية. يزداد هطول الأمطار السنوي تدريجياً ليصل إلى 700 ملم (27.5 بوصة) في أقصى الجنوب، حيث يكاد يكون كل السودان قاحلاً أو شبه قاحل، والمنطقة الأكثر خضرة مختلفة جغرافياً وثقافياً تم فصلها في عام 2011 وأنجبت جنوب السودان.

### جبال النوبة
المناخ بجبال النوبة وأيضًا في الجنوب الشرقي في منتزه الدندر الوطني، على الرغم من ارتفاع حوالي 500 متر (1600 قدم) حار حتى في فصل الشتاء مع ارتفاعات تصل إلى حوالي 35 درجة مئوية (95 درجة فهرنهايت)، بينما في الربيع ترتفع درجة الحرارة إلى حوالي 40 درجة مئوية (104 درجة فهرنهايت) وأكثر، والصيف رطب وممطر، بينما يصبح الخريف حارًا وجاف مرة أخرى، يكون موسم الأمطار طويلًا جدًا (من مايو إلى أكتوبر، ويبلغ ذروته من يونيو إلى سبتمبر) ومكثف لدرجة أن هناك بيئة من نوع السافانا.

### نيالا
تقع في جنوب دارفور على ارتفاع 650 مترًا (2100 قدم) فوق مستوى سطح البحر، وفي نيالا 430 ملم (17 بوصة) من الأمطار سنويًا بحد أقصى أكثر من 100 ملم (4 بوصات) في شهري يوليو وأغسطس، وهذا هو متوسط هطول الأمطار، وفي نيالا أيضاً تكون السحب أكثر تواتراً قليلاً من الخرطوم خاصة في الصيف، وفي شهري يوليو وأغسطس هناك 7 ساعات من أشعة الشمس في اليوم.

## معرض الصور

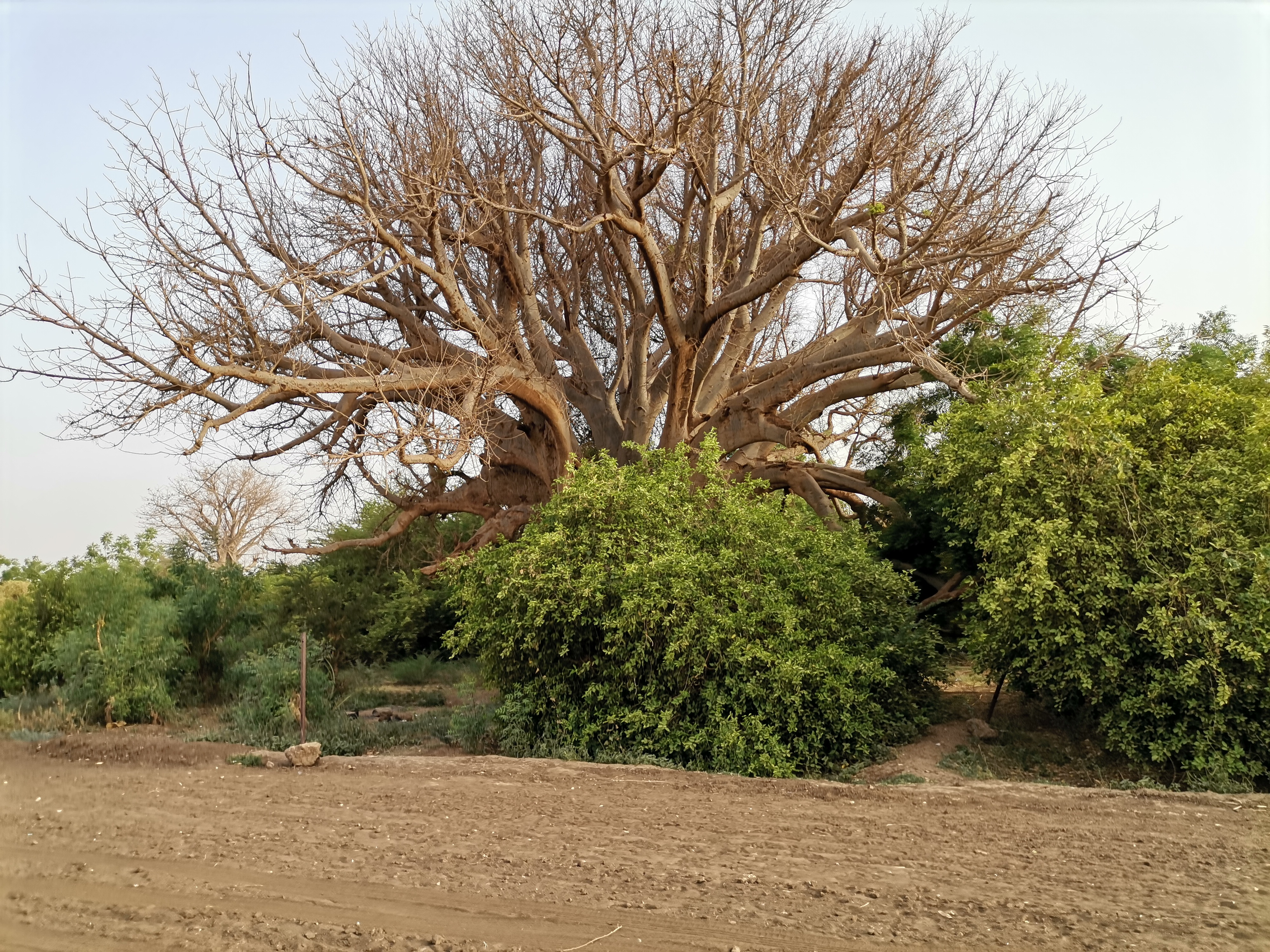
المناخ في جزيرة توتي في السودان